# 中华人民共和国国务院机构编制
中华人民共和国国务院机构编制包括国务院行政机构和国务院系统事业单位。

## 类别
国务院系统设置中国共产党国务院党组（国务院总理李强任书记）以及中国共产党国务院机关党组（国务委员兼国务院秘书长吴政隆任书记）。

### 国务院行政机构
目前的国务院行政机构包括：办公厅、26个组成部门（包括各部、各委员会、中国人民银行和审计署），1个直属特设机构、14个直属机构，1个办事机构，17个国务院部委管理的国家局和若干议事协调机构。
依据1997年发布的《国务院行政机构设置和编制管理条例》第六条，国务院行政机构根据职能（性质和范围）分为：
- 国务院办公厅：国务院的综合性日常办公机构，协助国务院领导处理国务院日常工作。

- 国务院组成部门：由全国人民代表大会决定设置的正部级机构，其性质类似于内阁组成单位，负责领导和管理某一方面的行政事务，行使特定的国家行政权力，其行政首长均为国务院组成人员。第十四届国务院设置组成部门26个。

- 国务院直属机构：主管国务院的某项专门业务，具有独立的行政管理职能。国务院直属机构的行政地位低于部、委、行、署，其设立、撤销或变动由国务院全体会议讨论决定。直属机构的行政首长经国务院常务会议讨论决定，由总理任免，直属机构行政长官不属于国务院的组成人员。第十四届国务院设置直属特设机构1个、直属机构14个。

- 国务院办事机构：协助总理办理专门事项，不具有独立的行政管理职能。国务院办事机构的设立、合并及撤销，由国务院决定，其行政首长由国务院总理任免。第十四届国务院设置办事机构1个。

- 国务院组成部门管理的国家行政机构：现存的称“国务院部委管理的国家局”，主管特定业务，行使行政管理职能。第十四届国务院设置部委管理的国家局17个。

### 国务院议事协调机构
国务院议事协调机构是国务院为完成某项特殊性或临时性任务而设立的跨部门的协调机构，承担跨国务院行政机构的重要业务工作的组织协调任务。国务院议事协调机构议定的事项，经国务院同意，由有关的行政机构按照各自的职责负责办理。在特殊或者紧急的情况下，经国务院同意，国务院议事机构可以规定临时性的行政管理措施。国务院议事协调机构一般不设实体性办事机构，不单独确定编制，所需要的编制由承担具体工作的行政机构解决；可以交由现有机构承担职能的或者由现有机构进行协调可以解决问题的，不另设议事协调机构。

### 国务院系统事业单位
- 国务院直属事业单位不是国家行政机关，但国务院授权其中一些单位行使一定的行政职能。
- 国务院部门直属事业单位[1]

《国务院关于国家行政机关和企业事业单位社会团体印章管理的规定》明确：“经国家机构编制管理部门认定具有行政职能的单位的印章中央刊国徽，没有行政职能的单位的印章中央刊五角星。”

## 国务院系统副部级以上单位名单
根据《中华人民共和国国务院组织法》第二条的规定，中华人民共和国国务院（简称“国务院”，正国级），即中央人民政府，是最高国家权力机关的执行机关，是最高国家行政机关。《国务院行政机构设置和编制管理条例》第六条规定，国务院行政机构根据职能分为国务院办公厅、国务院组成部门、国务院直属机构、国务院办事机构、国务院组成部门管理的国家行政机构和国务院议事协调机构。

### 国务院办公厅
- 中华人民共和国国务院办公厅[4]

### 国务院组成部门
- 中华人民共和国外交部[4]
- 中华人民共和国国防部
- 中华人民共和国国家发展和改革委员会
- 中华人民共和国教育部
- 中华人民共和国科学技术部
- 中华人民共和国工业和信息化部
- 中华人民共和国国家民族事务委员会
- 中华人民共和国公安部[4]
- 中华人民共和国国家安全部
- 中华人民共和国民政部
- 中华人民共和国司法部
- 中华人民共和国财政部
- 中华人民共和国人力资源和社会保障部
- 中华人民共和国自然资源部
- 中华人民共和国生态环境部
- 中华人民共和国住房和城乡建设部
- 中华人民共和国交通运输部
- 中华人民共和国水利部
- 中华人民共和国农业农村部
- 中华人民共和国商务部
- 中华人民共和国文化和旅游部
- 中华人民共和国国家卫生健康委员会
- 中华人民共和国退役军人事务部
- 中华人民共和国应急管理部
- 中国人民银行
- 中华人民共和国审计署

（教育部对外保留国家语言文字工作委员会牌子。工业和信息化部对外保留国家航天局、国家原子能机构牌子。人力资源和社会保障部加挂国家外国专家局牌子。自然资源部对外保留国家海洋局牌子。生态环境部对外保留国家核安全局牌子。农业农村部加挂国家乡村振兴局牌子。）

### 国务院直属特设机构
- 国务院国有资产监督管理委员会

### 国务院直属机构
- 中华人民共和国海关总署
- 国家税务总局
- 国家市场监督管理总局
- 国家金融监督管理总局
- 中国证券监督管理委员会
- 国家广播电视总局
- 国家体育总局
- 国家信访局（副部级）
- 国家统计局（副部级）
- 国家知识产权局（副部级）
- 国家国际发展合作署（副部级）
- 国家医疗保障局（副部级）
- 国务院参事室（副部级）
- 国家机关事务管理局（副部级）

（国家市场监督管理总局对外保留国家反垄断局、国家认证认可监督管理委员会、国家标准化管理委员会牌子。国家新闻出版署（国家版权局）在中央宣传部加挂牌子，由中央宣传部承担相关职责。国家宗教事务局在中央统战部加挂牌子，由中央统战部承担相关职责。）

### 国务院办事机构
- 国务院研究室

（国务院侨务办公室在中央统战部加挂牌子，由中央统战部承担相关职责。国务院港澳事务办公室在中共中央港澳工作办公室加挂牌子，由中共中央港澳工作办公室承担相关职责。国务院台湾事务办公室与中共中央台湾工作办公室、国家互联网信息办公室与中央网络安全和信息化委员会办公室，一个机构两块牌子，列入中共中央直属机构序列。国务院新闻办公室在中央宣传部加挂牌子，由中央宣传部承担相关职责。）

### 国务院直属事业单位
- 新华通讯社
- 中国科学院
- 中国社会科学院
- 中国工程院
- 国务院发展研究中心
- 中央广播电视总台
- 中国气象局（副部级）

（国家行政学院与中共中央党校，一个机构两块牌子，作为中共中央直属事业单位。）

### 国务院部委管理的国家局
- 国家粮食和物资储备局（副部级）
- 国家能源局（副部级）
- 国家数据局（副部级）
- 国家国防科技工业局（副部级）
- 国家烟草专卖局（副部级）
- 国家移民管理局（副部级）
- 国家林业和草原局（副部级）
- 国家铁路局（副部级）
- 中国民用航空局（副部级）
- 国家邮政局（副部级）
- 国家文物局（副部级）
- 国家中医药管理局（副部级）
- 国家疾病预防控制局（副部级）
- 国家矿山安全监察局（副部级）
- 国家消防救援局（副部级）
- 国家外汇管理局（副部级）
- 国家药品监督管理局（副部级）

（国家移民管理局加挂中华人民共和国出入境管理局牌子。国家林业和草原局加挂国家公园管理局牌子。国家公务员局在中央组织部加挂牌子，由中央组织部承担相关职责。国家档案局与中央档案馆、国家保密局与中央保密委员会办公室、国家密码管理局与中央密码工作领导小组办公室，一个机构两块牌子，列入中共中央直属机关的下属机构序列。）

### 国务院部委管理的事业单位
- 全國社會保障基金理事會
- 国家自然科学基金委员会（副部级）
- 科技日报社（副部级）
- 中国老龄协会（副部级）
- 中国地质调查局（副部级）
- 中国地震局（副部级）

### 国家计划单列单位
- 新疆生产建设兵团（副部級）
- 中国工程物理研究院（副部級）

### 其他机构
- 中华全国供销合作总社

### 国务院部门所属机构

#### 外交部派出机构
- 中华人民共和国驻美利坚合众国大使馆（副部级）
- 中华人民共和国驻俄罗斯联邦大使馆（副部级）
- 中华人民共和国驻大不列颠及北爱尔兰联合王国大使馆（副部级）
- 中华人民共和国驻法兰西共和国大使馆（副部级）
- 中华人民共和国驻德意志联邦共和国大使馆（副部级）
- 中华人民共和国驻日本国大使馆（副部级）
- 中华人民共和国驻朝鲜民主主义人民共和国大使馆（副部级）
- 中华人民共和国驻印度共和国大使馆（副部级）
- 中华人民共和国驻巴西联邦共和国大使馆（副部级）
- 中华人民共和国驻南非共和国大使馆（副部级）
- 中华人民共和国驻阿拉伯埃及共和国大使馆（副部级）
- 中华人民共和国常驻联合国代表团（副部级）
- 中华人民共和国常驻联合国日内瓦办事处和瑞士其他国际组织代表团（副部级）
- 中华人民共和国驻欧盟使团（副部级）
- 中华人民共和国常驻世界贸易组织代表团（副部级）
- 中华人民共和国外交部驻香港特别行政区特派员公署（副部级）
- 中华人民共和国外交部驻澳门特别行政区特派员公署（副部级）

#### 公安部内设机构
- 公安部政治部（副部级）

#### 国家安全部内设机构
- 国家安全部政治部（副部级）

#### 司法部内设机构
- 司法部政治部（副部级）

#### 水利部直属事业单位
- 水利部长江水利委员会（副部级）
- 水利部黄河水利委员会（副部级）

#### 应急管理部内设机构
- 应急管理部政治部（副部级）

#### 中国人民银行派出机构
- 中国人民银行上海总部（副部级）

#### 海关总署内设机构
- 海关总署政治部（副部级）

#### 国家知识产权局直属事业单位
- 国家知识产权局专利局（副部级）

#### 中国社会科学院所属事业单位
- 当代中国研究所（副部级）[5]

## 国务院职能部门沿革
中华人民共和国国务院自1954年9月27日成立以来，经历了多次较大的机构改革。